# Sielska kraina 2: Dar aniołów
Sielska kraina 2: Dar aniołów (ang. Pure Country 2: The Gift) – amerykański film muzyczny z 2010 roku w reżyserii Christophera Caina. Kontynuacja filmu Sielska kraina z 1992 roku. W filmie występuje amerykańska piosenkarka muzyki country Katrina Elam.

## Opis fabuły
Pochodząca z małego miasta Bobbie otrzymała od aniołów piękny głos. W zamian za ten dar nie wolno jej kłamać. Kariera Bobbie zaczyna się rozwijać i wkrótce zostaje ona gwiazdą muzyki country. Gdy jest u szczytu sławy, traci głos.

## Obsada
- Katrina Elam jako Bobbie Thomas
- Travis Fimmel jako Dale Jordan
- Michael McKean jako Peter
- Cheech Marin jako Pedro
- Bronson Pinchot jako Joseph
- Jackie Welch jako ciocia Ella
- William Katt jako Winter
- Sharon Thomas jako Marilyn Montgomery
- Todd Truley jako Keith Haskins
- Michael Yama jako Morita
- J.D. Parker jako Roy
- Krisinda Cain Schafer jako Sis
- Adam Skaggs jako Weston
- Heidi Brook Myers jako Molly
- Jeff Schafer jako Bubba

i inni